# Alizay
Alizay est une commune française située dans le département de l'Eure, en région Normandie.

## Géographie

### Situation
La commune se trouve entre la rive droite de la Seine et une forêt qui jouxte un plateau à vocation agricole. Elle occupe un territoire de 862 hectares, de forme rectangulaire.
|          | Ymare (Seine-Maritime) | Quévreville-la-Poterie (Seine-Maritime) |
| Igoville | Alizay                 | Le Manoir                               |
|          | Les Damps              |                                         |

### Hydrographie
La commune est située dans le bassin Seine-Normandie. Elle est drainée par la Seine et le fossé 01 de la commune des Damps,.

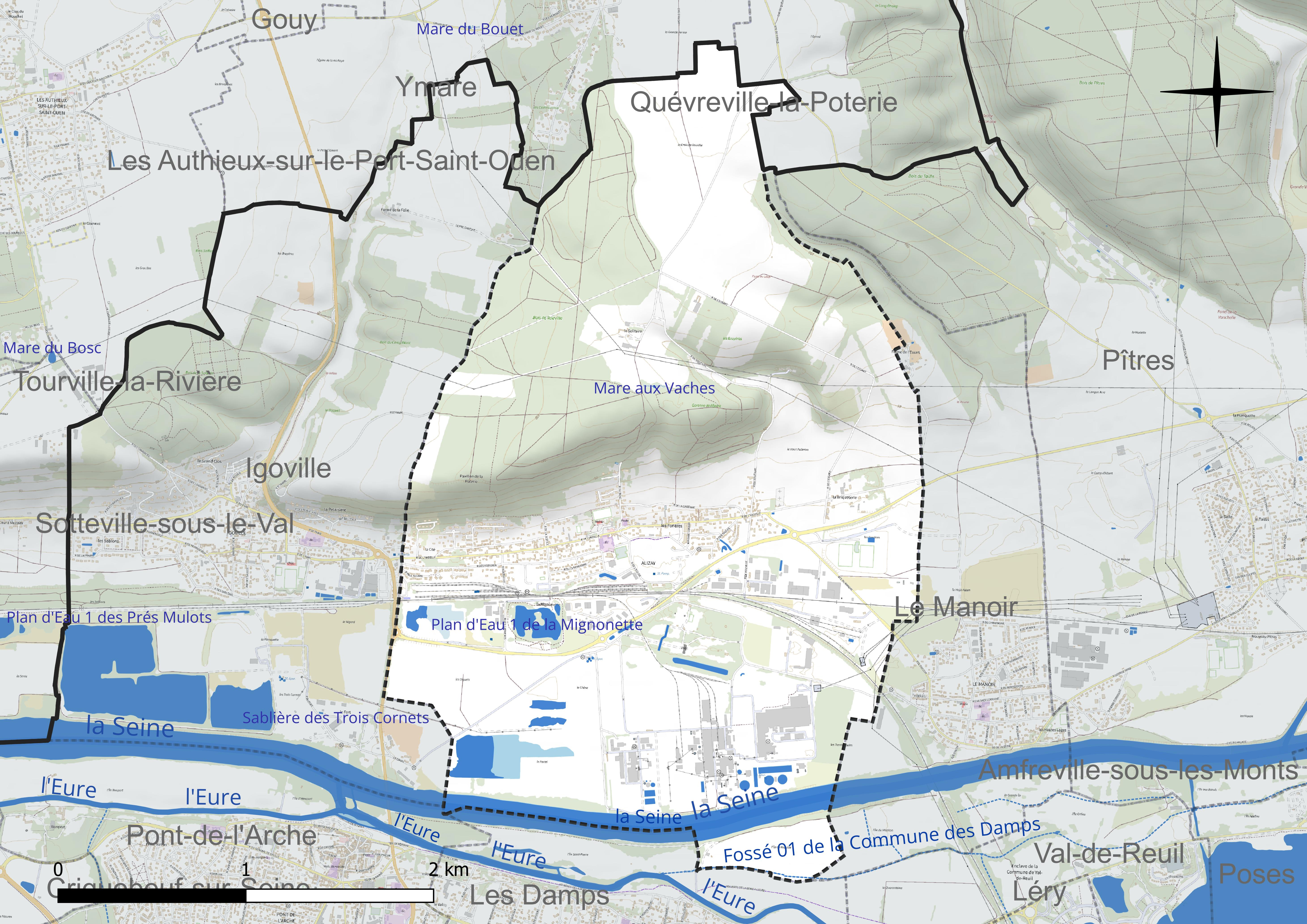
Réseau hydrographique d'Alizay.

Deux plans d'eau complètent le réseau hydrographique : la mare aux Vaches (0 ha) et le plan d'eau 1 de la Mignonette (3,2 ha),.

### Climat
Pour des articles plus généraux, voir Climat de la Normandie et Climat de l'Eure.
En 2010, le climat de la commune est de type climat océanique dégradé des plaines du Centre et du Nord, selon une étude du CNRS s'appuyant sur une série de données couvrant la période 1971-2000. En 2020, Météo-France publie une typologie des climats de la France métropolitaine dans laquelle la commune est exposée à un climat océanique et est dans la région climatique Côtes de la Manche orientale, caractérisée par un faible ensoleillement (1 550 h/an) ; forte humidité de l’air (plus de 20 h/jour avec humidité relative > 80 % en hiver), vents forts fréquents. Parallèlement le GIEC normand, un groupe régional d’experts sur le climat, différencie quant à lui, dans une étude de 2020, trois grands types de climats pour la région Normandie, nuancés à une échelle plus fine par les facteurs géographiques locaux. La commune est, selon ce zonage, exposée à un « climat des plateaux abrités », correspondant aux plaines agricoles de l’Eure, avec une pluviométrie beaucoup plus faible que dans la plaine de Caen en raison du double effet d’abri provoqué par les collines du Bocage normand et par celles qui s’étendent sur un axe du Pays d'Auge au Perche.
Pour la période 1971-2000, la température annuelle moyenne est de 11,1 °C, avec une amplitude thermique annuelle de 14 °C. Le cumul annuel moyen de précipitations est de 758 mm, avec 12,1 jours de précipitations en janvier et 7,9 jours en juillet. Pour la période 1991-2020, la température moyenne annuelle observée sur la station météorologique la plus proche, située sur la commune de Boos à 8 km à vol d'oiseau, est de 10,9 °C et le cumul annuel moyen de précipitations est de 847,5 mm,. Pour l'avenir, les paramètres climatiques de la commune estimés pour 2050 selon différents scénarios d’émission de gaz à effet de serre sont consultables sur un site dédié publié par Météo-France en novembre 2022.

## Urbanisme

### Typologie
Au 1er janvier 2024, Alizay est catégorisée ceinture urbaine, selon la nouvelle grille communale de densité à sept niveaux définie par l'Insee en 2022.
Elle appartient à l'unité urbaine de Rouen, une agglomération inter-départementale regroupant 50  communes, dont elle est une commune de la banlieue,,. Par ailleurs la commune fait partie de l'aire d'attraction de Rouen, dont elle est une commune de la couronne,. Cette aire, qui regroupe 317 communes, est catégorisée dans les aires de 200 000 à moins de 700 000 habitants,.

### Occupation des sols
L'occupation des sols de la commune, telle qu'elle ressort de la base de données européenne d’occupation biophysique des sols Corine Land Cover (CLC), est marquée par l'importance des territoires agricoles (41 % en 2018), en diminution par rapport à 1990 (50,2 %). La répartition détaillée en 2018 est la suivante : 
terres arables (37 %), forêts (24 %), zones industrielles ou commerciales et réseaux de communication (16,5 %), zones urbanisées (7 %), mines, décharges et chantiers (5,8 %), zones agricoles hétérogènes (3,3 %), espaces verts artificialisés, non agricoles (3 %), eaux continentales (2,6 %), prairies (0,8 %). L'évolution de l’occupation des sols de la commune et de ses infrastructures peut être observée sur les différentes représentations cartographiques du territoire : la carte de Cassini (XVIIIe siècle), la carte d'état-major (1820-1866) et les cartes ou photos aériennes de l'IGN pour la période actuelle (1950 à aujourd'hui).

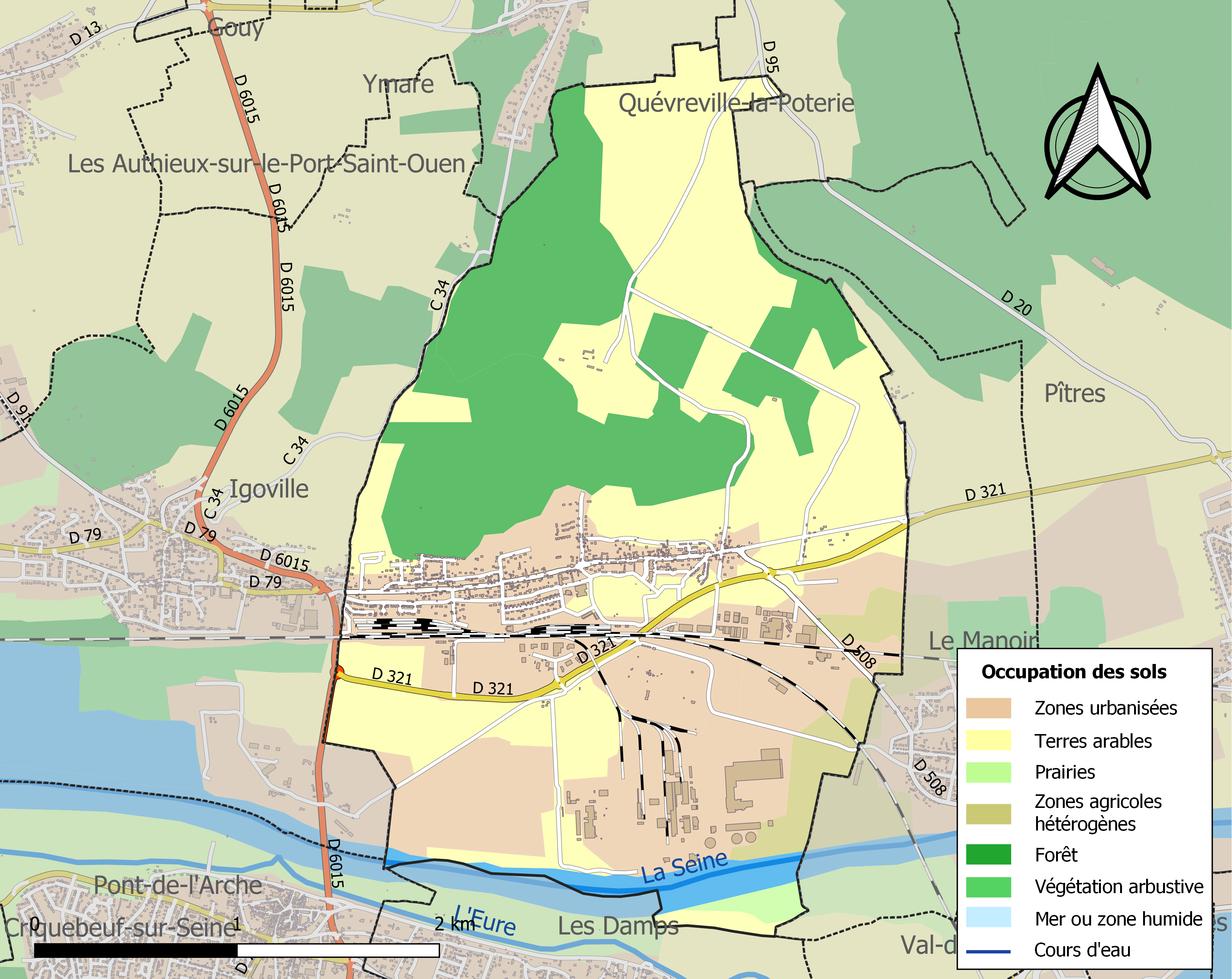
Carte des infrastructures et de l'occupation des sols de la commune en 2018 (CLC).
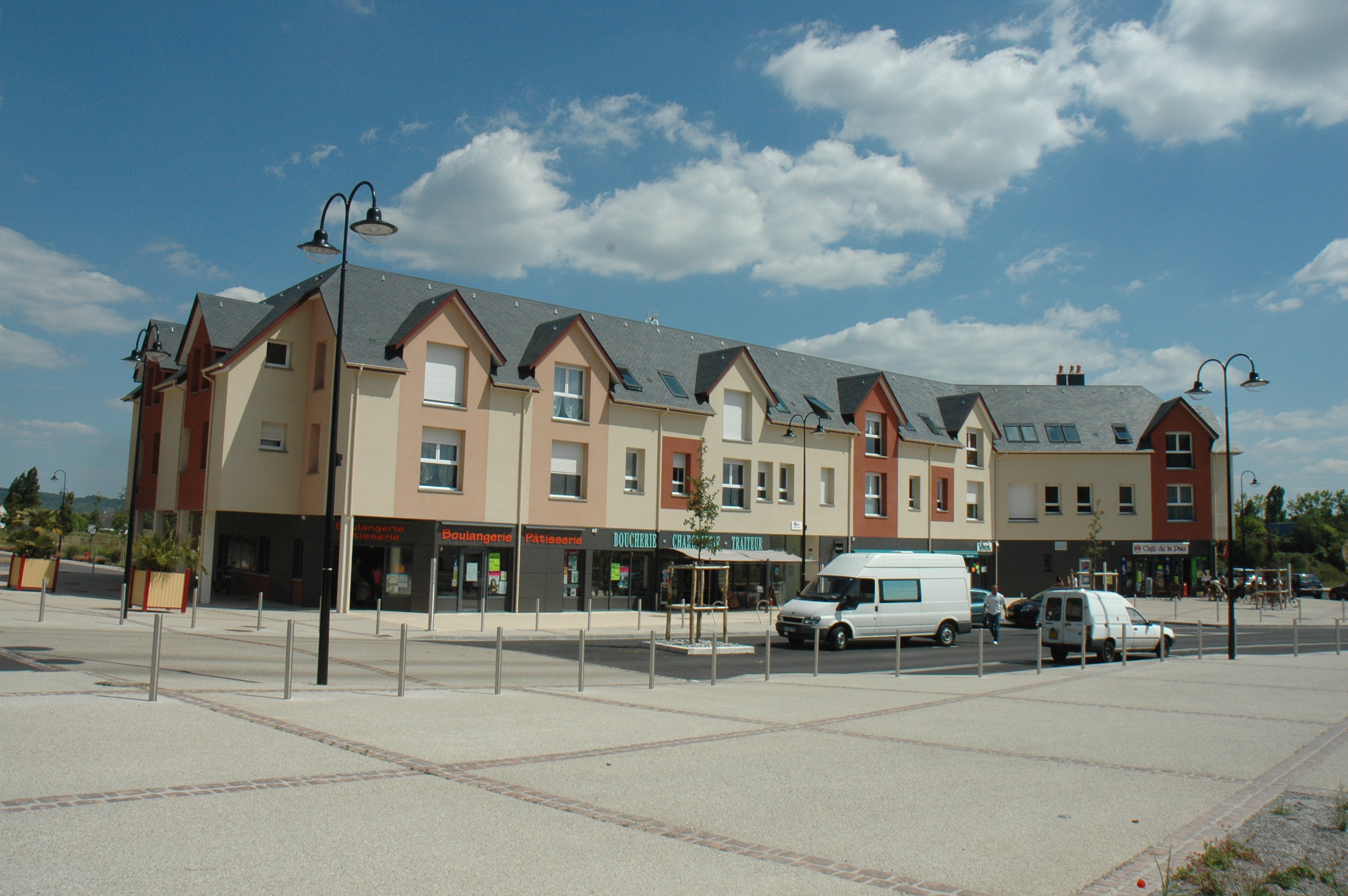
L'écovillage La Croix.

### Voies de communication et transports
La ligne de chemin de fer Paris-Rouen-Le Havre traverse la commune et dessert la gare d'Alizay.
Son territoire accueille des industries, dont la présence est facilitée par la proximité de la Seine dont Alizay est riveraine et de l'autoroute A13.

## Toponymie
Le nom de la localité est attesté sous les formes Aliseio en 1180, Alisii en 1199, vers 1200 Albéric III de Dammartin signe une charte dans laquelle on retrouve ce toponyme, Alisiaco en 1210, Alisiacus en 1223.
Deux étymologies ont été proposées pour Alisia, de langue celtique. (Xavier Delamare, Dictionnaire de la langue gauloise, p. 33).
Alisia serait le nom de l'Alisier qu'on pourrait rattacher au nom (indo)européen du sorbier.
Ou bien alisia signifierait également « la roche », et serait à mettre en rapport avec le vieil irlandais « rocher, escarpement ».
Le suffixe -(i)acum « domaine » confirme cette origine gauloise.

## Histoire
Les premières mentions d'Alizay remontent au XIIe siècle, lorsqu'une paroisse fut créée. Les terres des Rouville devinrent le fief le plus important de la paroisse. Aussi, à compter du XIVe siècle, le titre de seigneur d'Alizay est attesté, qui appartenait à la famille de Rouville. Cette puissante famille, acculée par les dettes, dut céder le fief à Gilles Hallé en 1684. La famille Hallé construisit ce qui est aujourd'hui le château de Rouville.

La Révolution amène avec elle une lutte entre l'autorité municipale et la paroisse. C'est dans ce contexte qu'un abbé, Gilbert Soury, exerça de 1764 à 1789 auprès des comtes de Rouville. Celui-ci est plus connu pour son remède « la jouvence de l'Abbé Soury ».
Durant le XIXe siècle, en proie à des difficultés financières, les municipalités successives durent se résoudre à vendre les biens communaux. Dans ce même temps se développa l'idée d'alphabétisation. Ainsi, en 1842, le presbytère devint une école.

Durant la deuxième moitié du XIXe siècle, la commune connut un exode rural que l'accroissement naturel de la population ne permit pas de compenser. Cependant, la création en 1896 d'une gare de chemin de fer eut pour conséquence le développement rapide de la commune.
 
Avant même la Première Guerre mondiale, l'électricité et le téléphone firent leur première apparition dans les foyers.

Les premières usines d'Alizay virent le jour à l'aube des Trente Glorieuses. Venu inaugurer le pont reliant Pont-de-l'Arche et Igoville, Pierre Mendès France se rendit ainsi en 1955 à la Société Industrielle de Cellulose d'Alizay (devenue M-Real, puis Double A). Cette tradition industrielle se perpétue aujourd'hui.

La période récente a connu l'extension résidentielle d'Alizay, ce qui a entraîné une hausse de la population. Au cours des vingt dernières années du XXe siècle, de nombreux équipements ont été créés ou rénovés (gymnase, bibliothèque, salle de spectacle, salle des fêtes, le « Garage », mairie).

## Politique et administration
Elle fait partie du canton de Pont-de-l'Arche et de la communauté d'agglomération Seine-Eure.

### Liste des maires
| Période         | Période       | Identité                           | Étiquette | Qualité                                                                                |
| --------------- | ------------- | ---------------------------------- | --------- | -------------------------------------------------------------------------------------- |
| 1862            |               | Requier                            |           |                                                                                        |
| 1880            |               | Billard                            |           |                                                                                        |
| 1898            | après 1904    | Gabriel de Cairon                  |           | (comte)                                                                                |
| 1926            |               | René de la Potterie                |           | propriétaire du château de Rouville                                                    |
| 1931            | 1937          | Barnabé Frétigny                   |           |                                                                                        |
| 1944            | mai 1953      | Barnabé Frétigny                   |           |                                                                                        |
| mai 1953        | mars 1971     | Fernand Mathias                    |           |                                                                                        |
| mars 1971       | mars 1977     | Raymond Lemaire                    |           |                                                                                        |
| mars 1977       | 1978          | René Guigueno                      |           |                                                                                        |
| 1978            | mars 1983     | André Guerre                       |           |                                                                                        |
| 13 mars 1983    | Novembre 2015 | Gaëtan Levitre                     | PCF       | Chaudronnier Conseiller général (1998-2015) conseiller départemental (2015-2021)       |
| 2 novembre 2015 | En cours      | Arnaud Levitre (fils du précédent) | PCF       | Assistant politique, Conseiller départemental du Canton de Pont-de-l'Arche depuis 2021 |

### Politique de développement durable
En 2017, la commune a été labellisée « 3 fleurs » par le Conseil national de villes et villages fleuris de France.

## Jumelages
- Runcu (Dâmbovița) (Roumanie) ;
- Tercer Frente (Cuba), en partenariat avec l'association Alizay sans Frontières.

## Population et société

### Démographie

#### Évolution démographique
L'évolution du nombre d'habitants est connue à travers les recensements de la population effectués dans la commune depuis 1793. Pour les communes de moins de 10 000 habitants, une enquête de recensement portant sur toute la population est réalisée tous les cinq ans, les populations de référence des années intermédiaires étant quant à elles estimées par interpolation ou extrapolation. Pour la commune, le premier recensement exhaustif entrant dans le cadre du nouveau dispositif a été réalisé en 2008.

En 2022, la commune comptait 1 575 habitants, en évolution de +2,74 % par rapport à 2016 (Eure : −0,25 %, France hors Mayotte : +2,11 %).
| 1793 | 1800 | 1806 | 1821 | 1831 | 1836 | 1841 | 1846 | 1851 |
| ---- | ---- | ---- | ---- | ---- | ---- | ---- | ---- | ---- |
| 530  | 482  | 506  | 526  | 536  | 570  | 572  | 654  | 606  |

| 1856 | 1861 | 1866 | 1872 | 1876 | 1881 | 1886 | 1891 | 1896 |
| ---- | ---- | ---- | ---- | ---- | ---- | ---- | ---- | ---- |
| 608  | 600  | 550  | 553  | 553  | 540  | 601  | 583  | 562  |

| 1901 | 1906 | 1911 | 1921 | 1926 | 1931 | 1936 | 1946 | 1954 |
| ---- | ---- | ---- | ---- | ---- | ---- | ---- | ---- | ---- |
| 518  | 520  | 553  | 559  | 608  | 642  | 646  | 684  | 859  |

| 1962 | 1968 | 1975 | 1982 | 1990  | 1999  | 2006  | 2008  | 2013  |
| ---- | ---- | ---- | ---- | ----- | ----- | ----- | ----- | ----- |
| 802  | 853  | 865  | 855  | 1 090 | 1 262 | 1 349 | 1 374 | 1 468 |

| 2018  | 2022  | - | - | - | - | - | - | - |
| ----- | ----- | - | - | - | - | - | - | - |
| 1 573 | 1 575 | - | - | - | - | - | - | - |

#### Pyramide des âges
La population de la commune est relativement jeune.
En 2018, le taux de personnes d'un âge inférieur à 30 ans s'élève à 39,2 %, soit au-dessus de la moyenne départementale (35,2 %). À l'inverse, le taux de personnes d'âge supérieur à 60 ans est de 20,2 % la même année, alors qu'il est de 25,5 % au niveau départemental.
En 2018, la commune comptait 776 hommes pour 797 femmes, soit un taux de 50,67 % de femmes, légèrement inférieur au taux départemental (51,26 %).
Les pyramides des âges de la commune et du département s'établissent comme suit.
| Hommes | Classe d’âge | Femmes |
| ------ | ------------ | ------ |
| 0,1    | 90 ou +      | 0,6    |
| 4,9    | 75-89 ans    | 6,4    |
| 12,2   | 60-74 ans    | 16,1   |
| 16,9   | 45-59 ans    | 18,1   |
| 22,7   | 30-44 ans    | 23,5   |
| 17,8   | 15-29 ans    | 14,3   |
| 25,4   | 0-14 ans     | 21,1   |

| Hommes | Classe d’âge | Femmes |
| ------ | ------------ | ------ |
| 0,6    | 90 ou +      | 1,6    |
| 6,4    | 75-89 ans    | 8,8    |
| 17,3   | 60-74 ans    | 18,1   |
| 20,7   | 45-59 ans    | 20     |
| 18,8   | 30-44 ans    | 18,6   |
| 16,3   | 15-29 ans    | 14,5   |
| 20     | 0-14 ans     | 18,3   |

### Manifestations culturelles et festivités

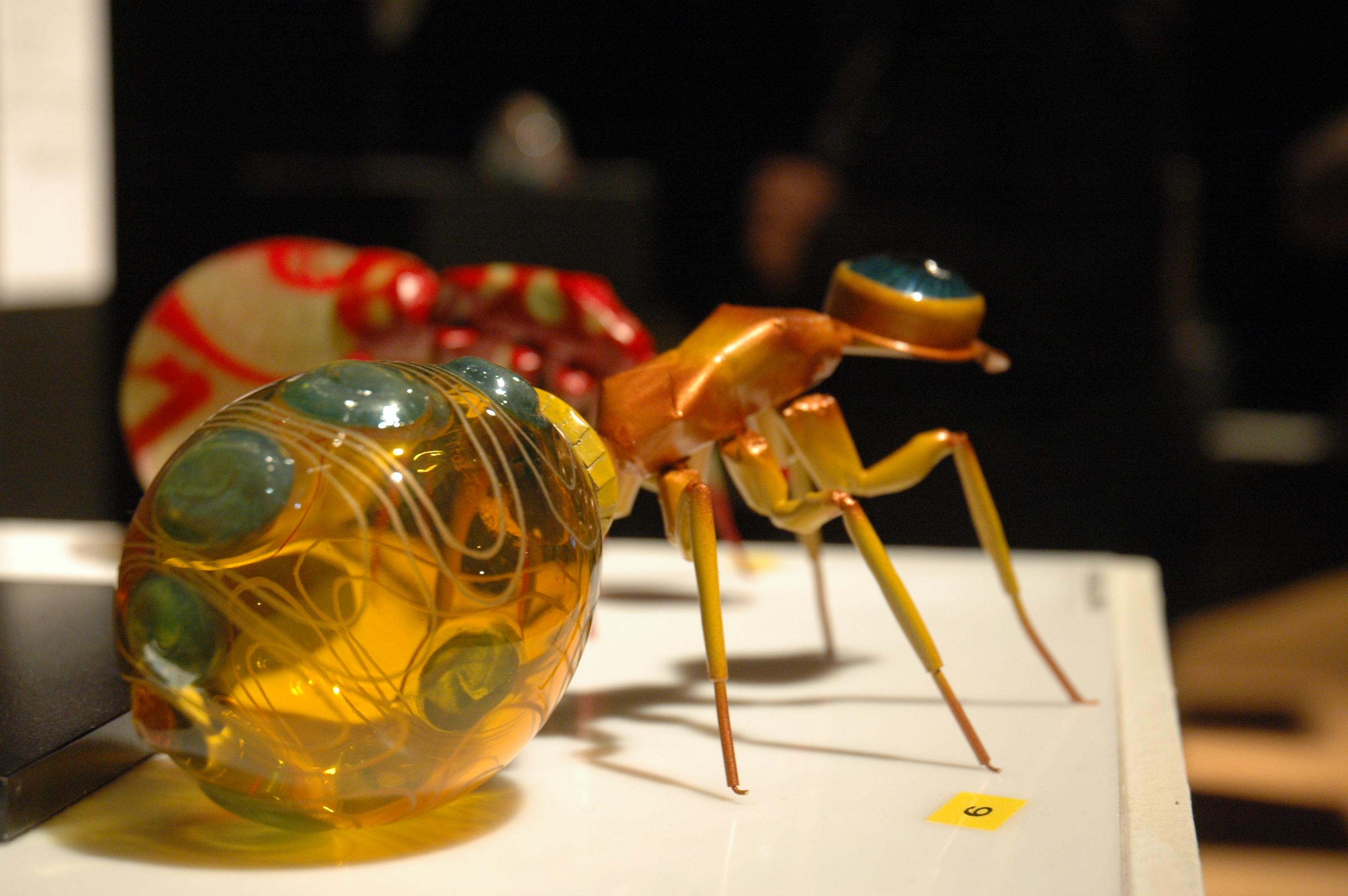
Exposition internationale de verres contemporains.

- Fin avril à début mai, Alizay accueille une exposition internationale de verres contemporains biennale qui réunit de nombreux artistes verriers. Cette exposition, de grande qualité, attire de plus en plus d'amateurs.
- Le 1er mai se tient la fête du sport.
- Fête de la Pentecôte : durant le week-end de la Pentecôte, le comité des fêtes organise des concerts, des défilés de fanfares ainsi qu'une retraite aux flambeaux qui rassemblent plusieurs milliers de visiteurs.
- En août, une foire à tout est organisée par l'association « Loisirs et culture ».
- En septembre, un forum des sports est organisé.

### Sports

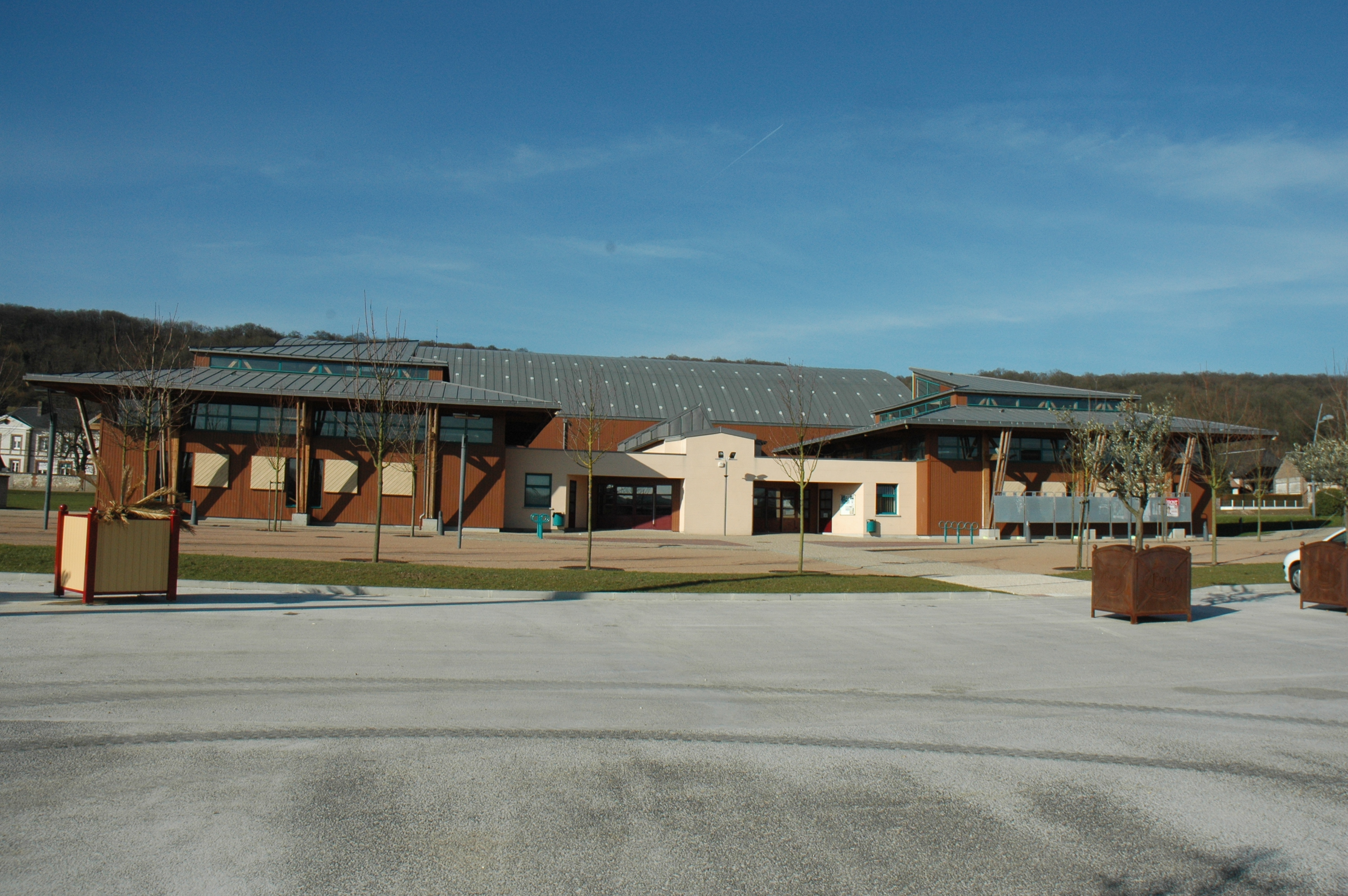
Le gymnase d'Alizay.

Le sport constitue un axe important de la politique municipale, depuis 1983, date de création de l'Office municipal des sports. La commune encourage la pratique sportive grâce à des avantages comme la « carte famille » ou la réduction pour les demandeurs d'emploi, qui permettent de maintenir un coût modique pour les activités sportives.
L'Office municipal des sports regroupe onze sections (boxe, danse de salon, hip-hop, gymnastique, judo et ju-jitsu, karaté, musculation, yoga, fitness, badminton loisir et volley loisir). Ses activités sont pratiquées au sein du gymnase municipal, comprenant une salle avec gradins, un mur d'escalade, une salle de danse et d'arts martiaux ainsi qu’une salle de fitness et de musculation.
Six associations sportives proposent également de l'athlétisme (Club Alizay Athlétisme), du cyclisme (Association Cyclisme Alizay), de l'escalade (Club d'Escalade d'Alizay), du football (Union Sportive Pont de L'Arche Canton), du handball (Club de Pont-de-l’Arche/Romilly-sur-Andelle/Alizay Handball) et du tennis de table (Alizay Tennis de Table).

## Économie

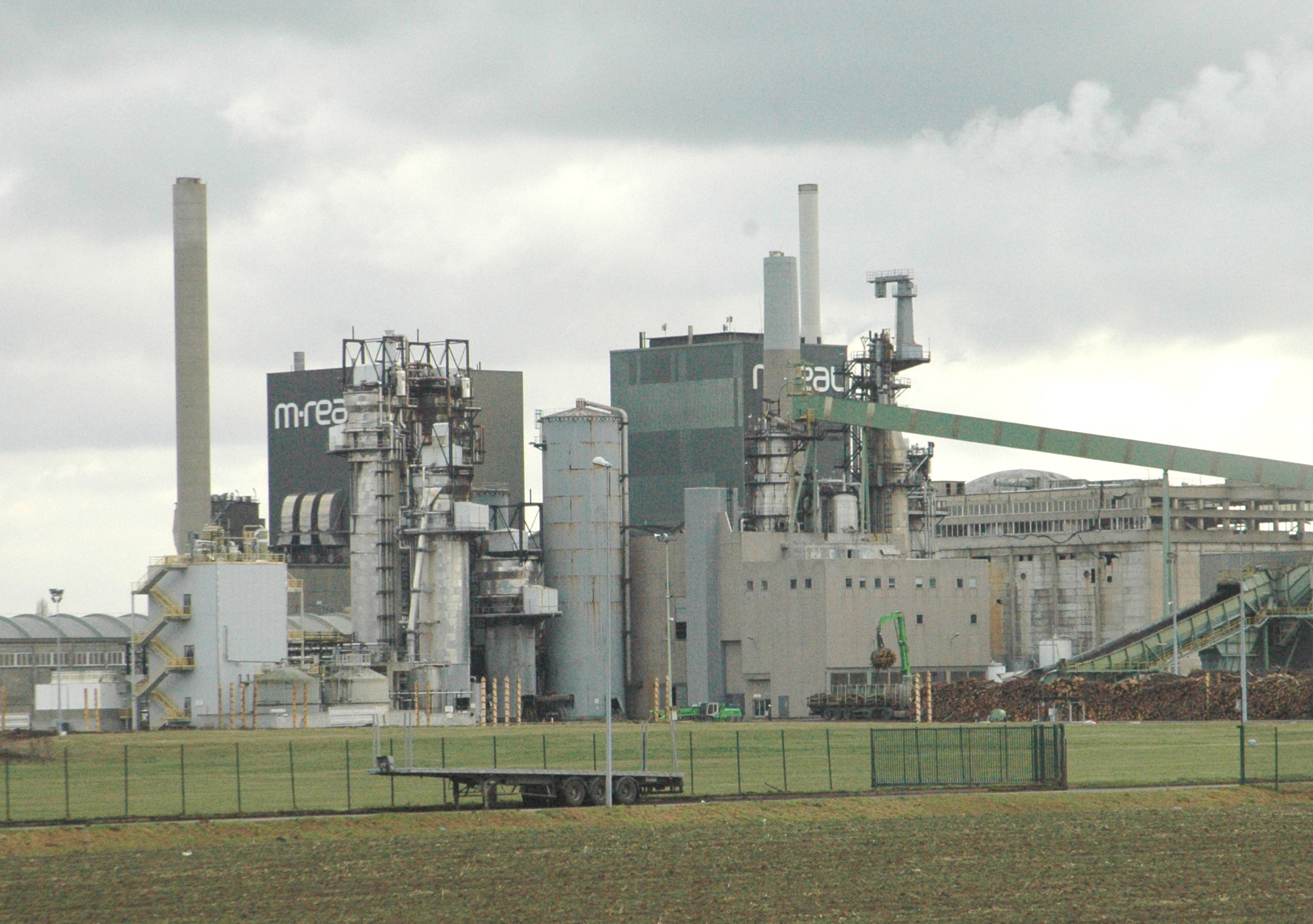
La papeterie Double A.

Près de 70 entreprises (1 millier d'emplois générés) sont installées sur cinq zones industrielles ou artisanales (Les Diguets, Les Sablons, Le Clos Pré, Les Gênetais et La Rangle).
- Usine de cellulose et papeterie : Double A (ex-SICA, ex-Modo Papers, ex-M-real) emploie 330 salariés[30].
- Usine de fabrication de produits d'hygiène et cosmétique : Azeo (ex-Alizol) : liquidée en janvier 2012.
- Usine de fabrication d'épaississant industriel : Aqualon (ex-Hercules), groupe Ashland (en).
- Usine de fabrication de produits d'isolation : Ouest Isol.

## Culture locale et patrimoine

### Lieux et monuments
La commune d'Alizay compte un édifice inscrit au titre des monuments historiques :
- L'église Saint-Germain (XIIe, XIVe, XVIe, XVIIIe et XIXe)  Inscrit MH (1926)[31]. L'édifice conserve certains vestiges du XIIe siècle dans le mur sud du chœur ainsi qu'une fenêtre du XIVe siècle sur le chevet. Le bras du transept, la tour clocher et les culots sculptés datent du XVIe siècle. Enfin, la nef a fait l'objet d'une réfection au XVIIIe siècle et la façade occidentale à la fin du XIXe siècle. L'inscription de l'église au titre des monuments historiques concerne uniquement le clocher.

L'église Saint-Germain
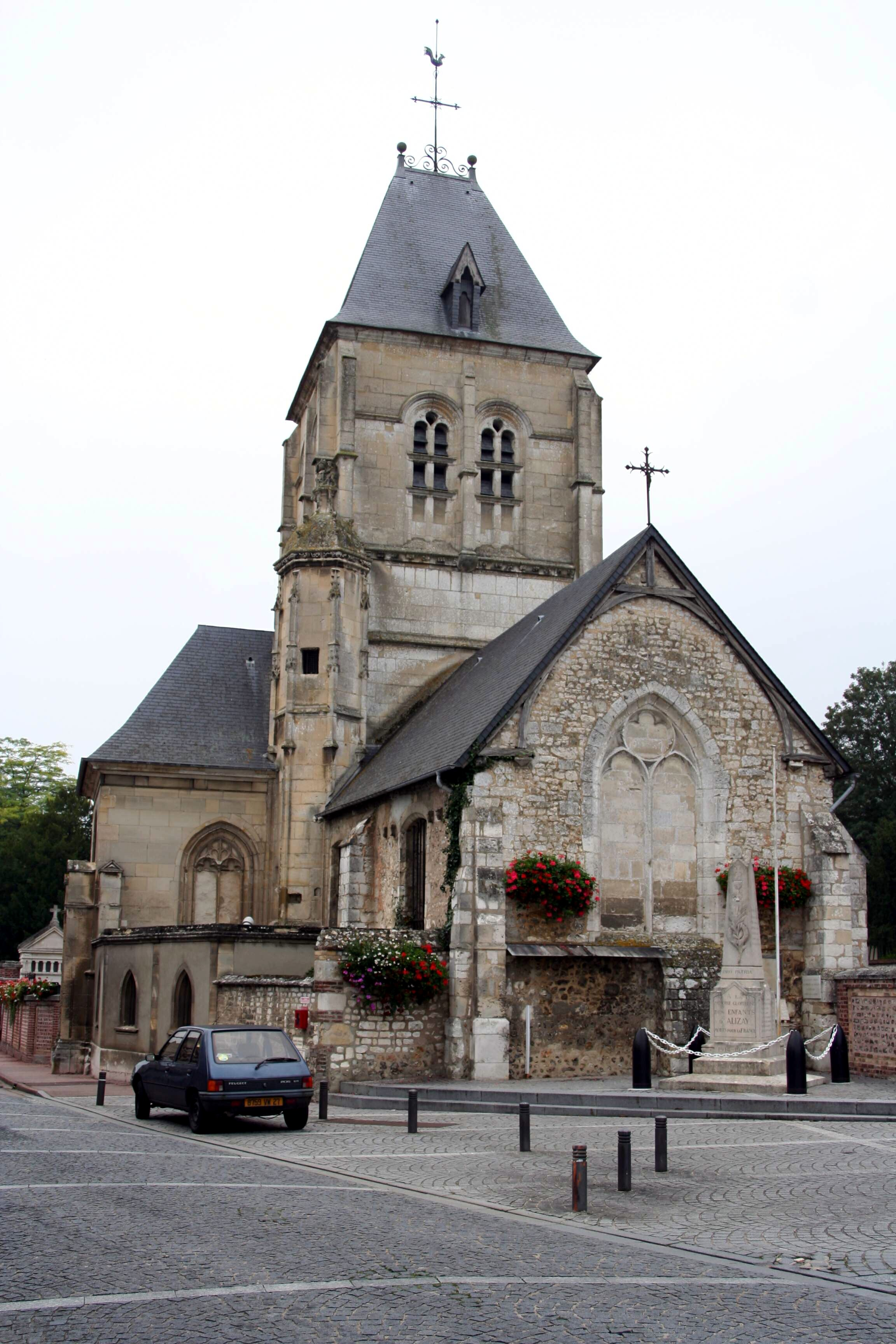
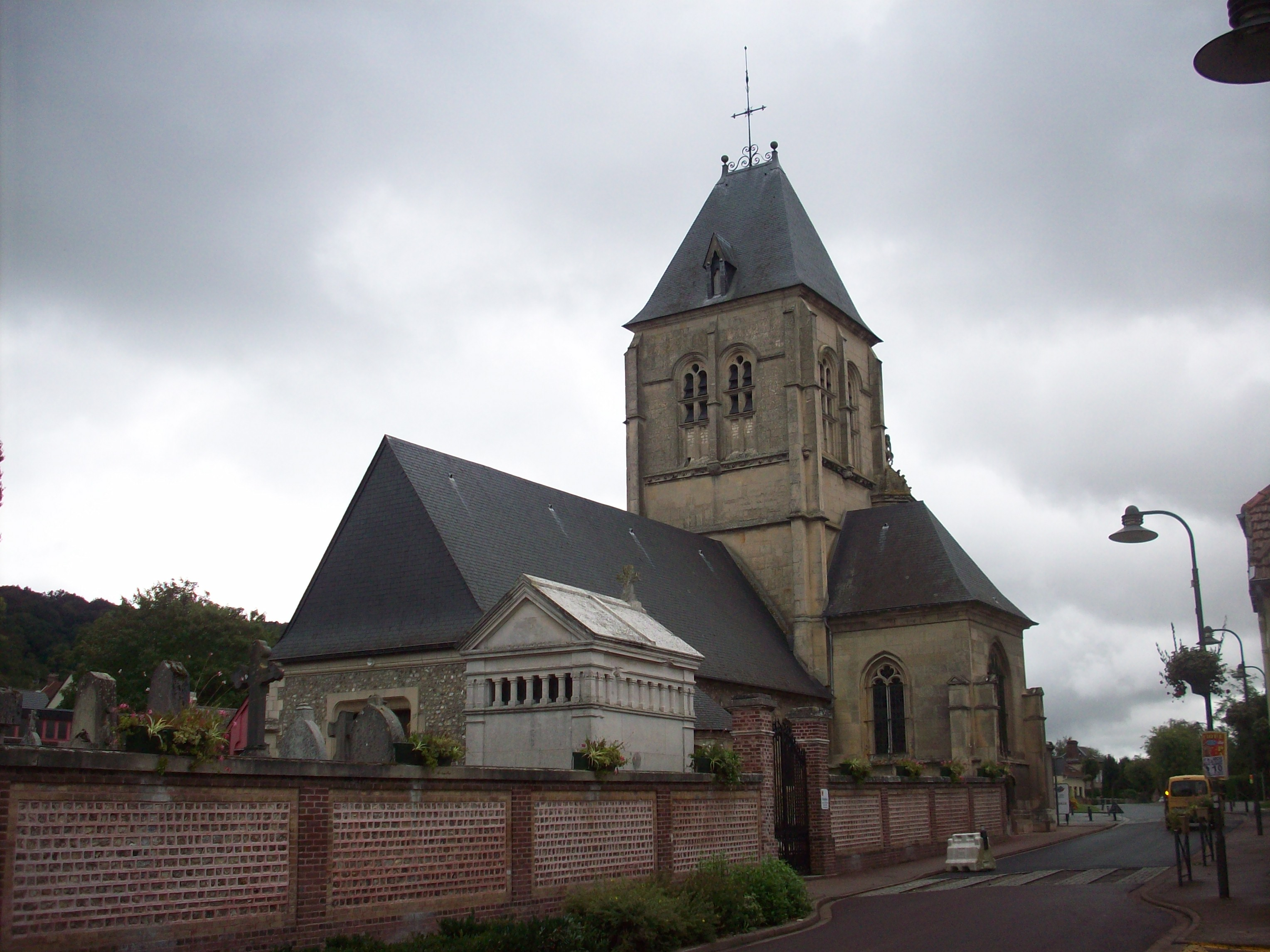
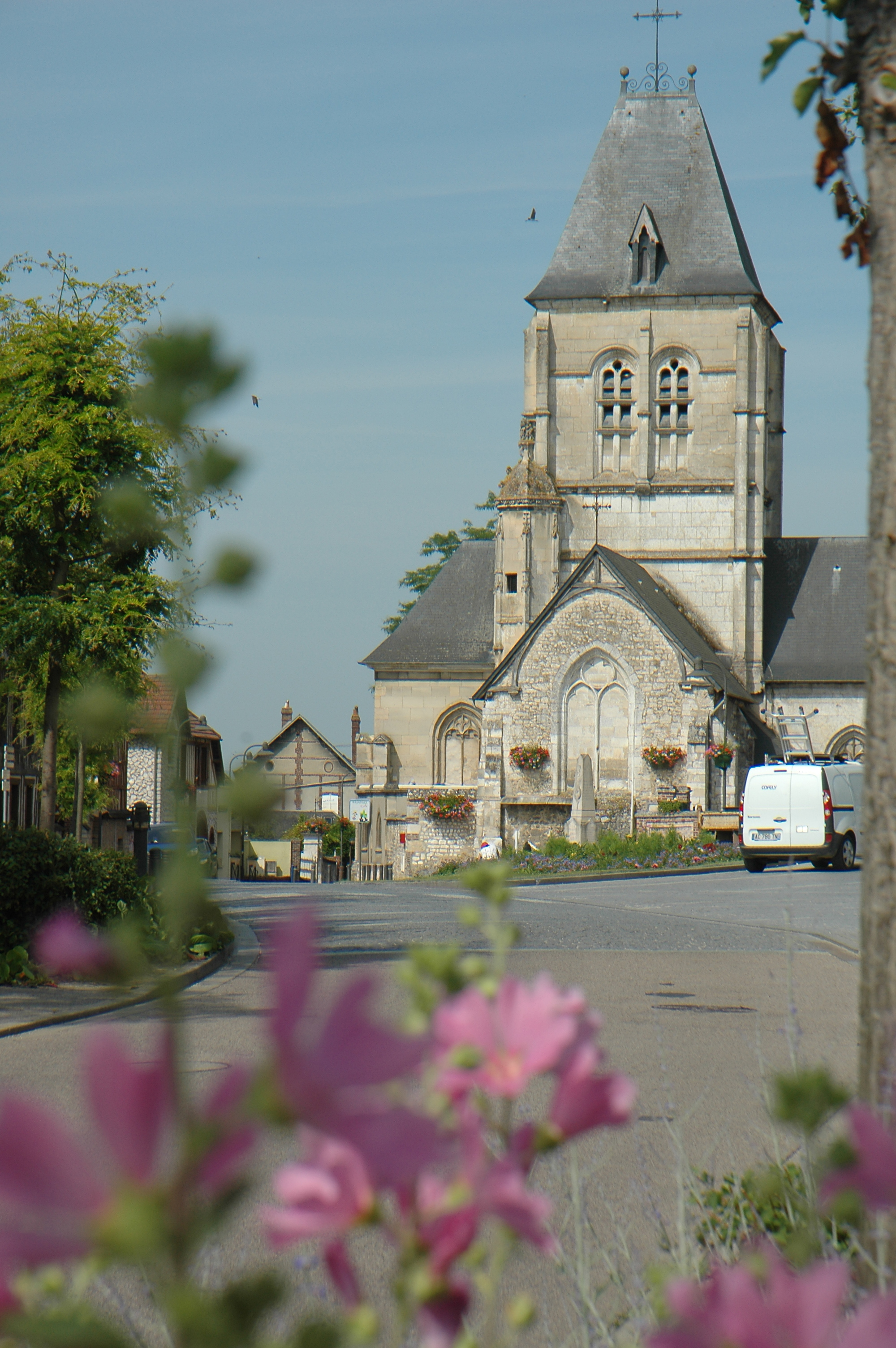
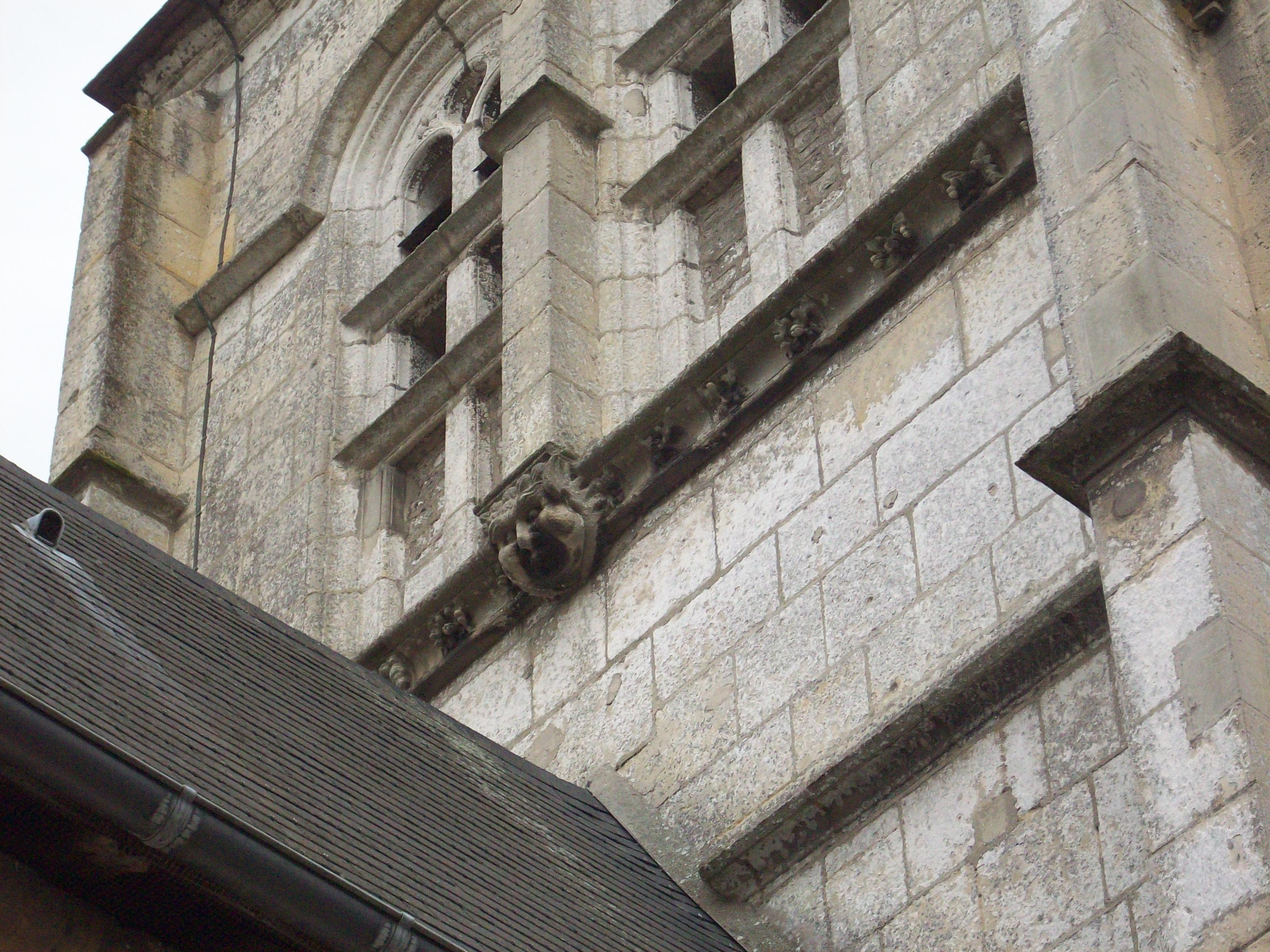

Par ailleurs, deux autres édifices sont inscrits à l'inventaire général du patrimoine culturel :
- une maison du XIXe siècle située rue de l'Andelle[32] ;
- le château de Rouville (XVIIe, XVIIIe, et XIXe)[33]. Ce château de style classique appartient au groupe M-Real. Il est fermé au public.

Est également inscrit à cet inventaire un édifice aujourd'hui détruit :
- un château fort probablement du XIe siècle[34].

Autres lieux :
- l'ancienne habitation de la famille de la Motte Saint-Pierre a été acquise par la municipalité en 1979 et a été transformée en mairie ;
- la rue principale (rue de l'Andelle) compte de nombreuses fermes et hôtels particuliers du XIXe siècle.

La mairie
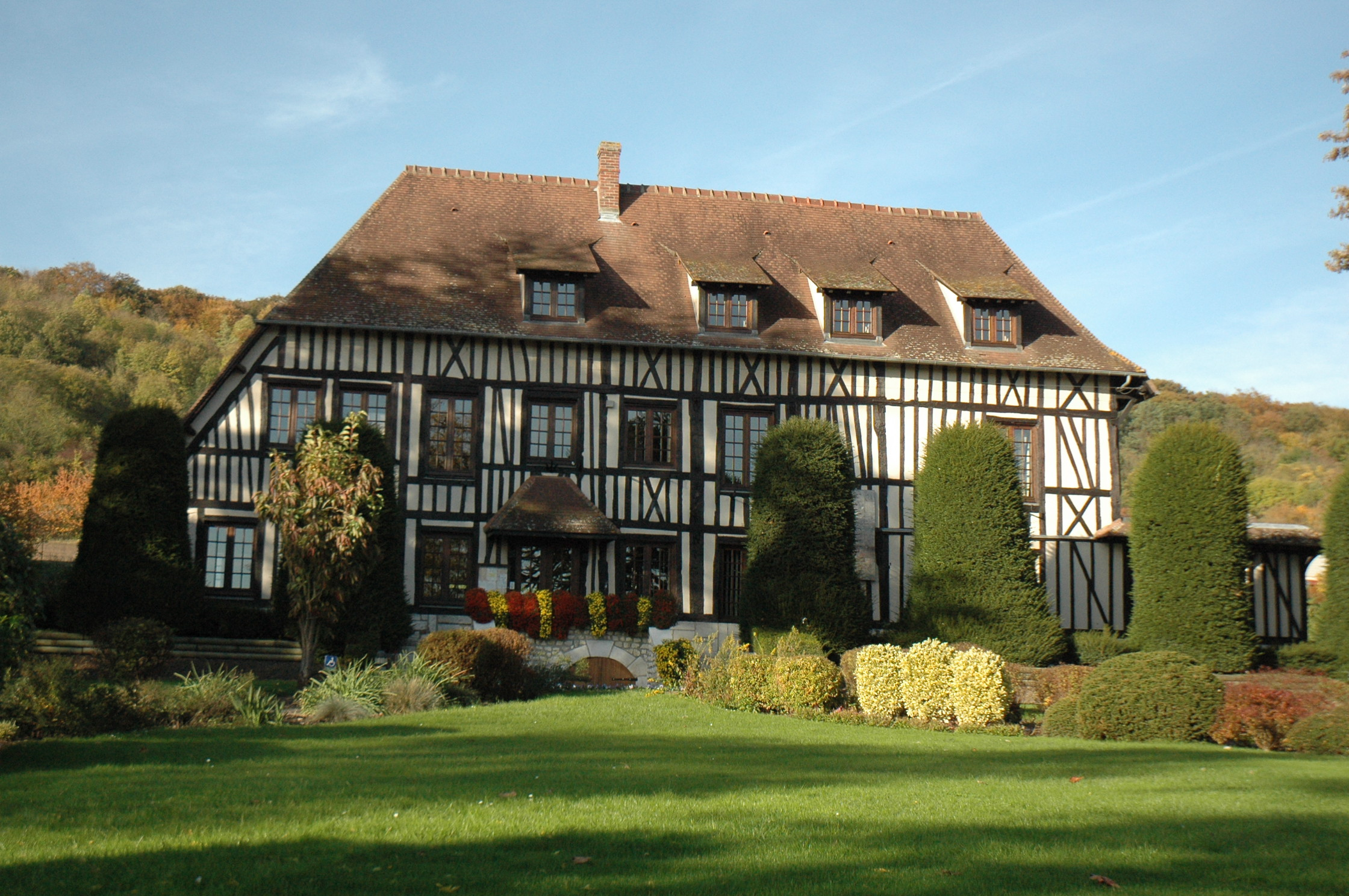
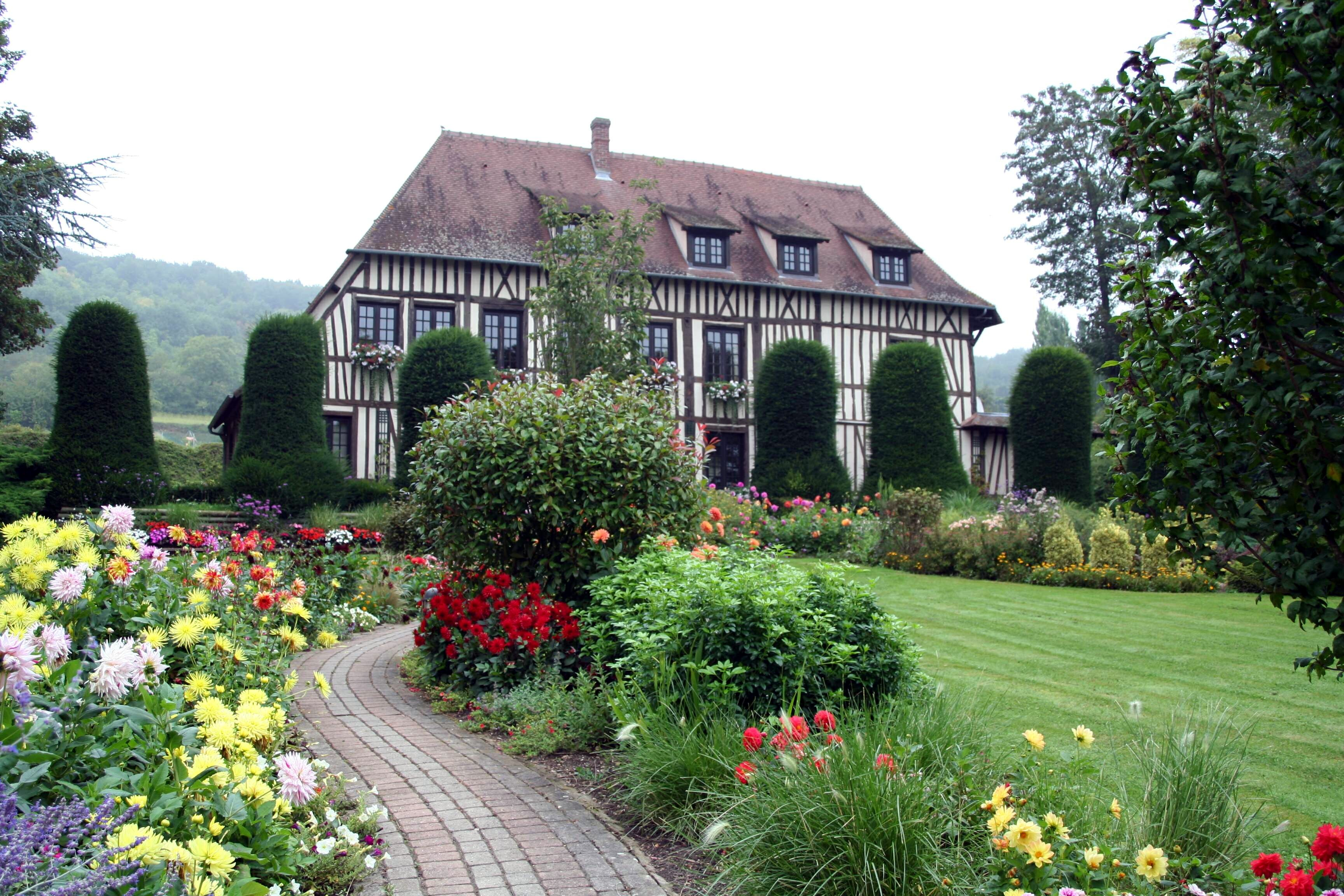
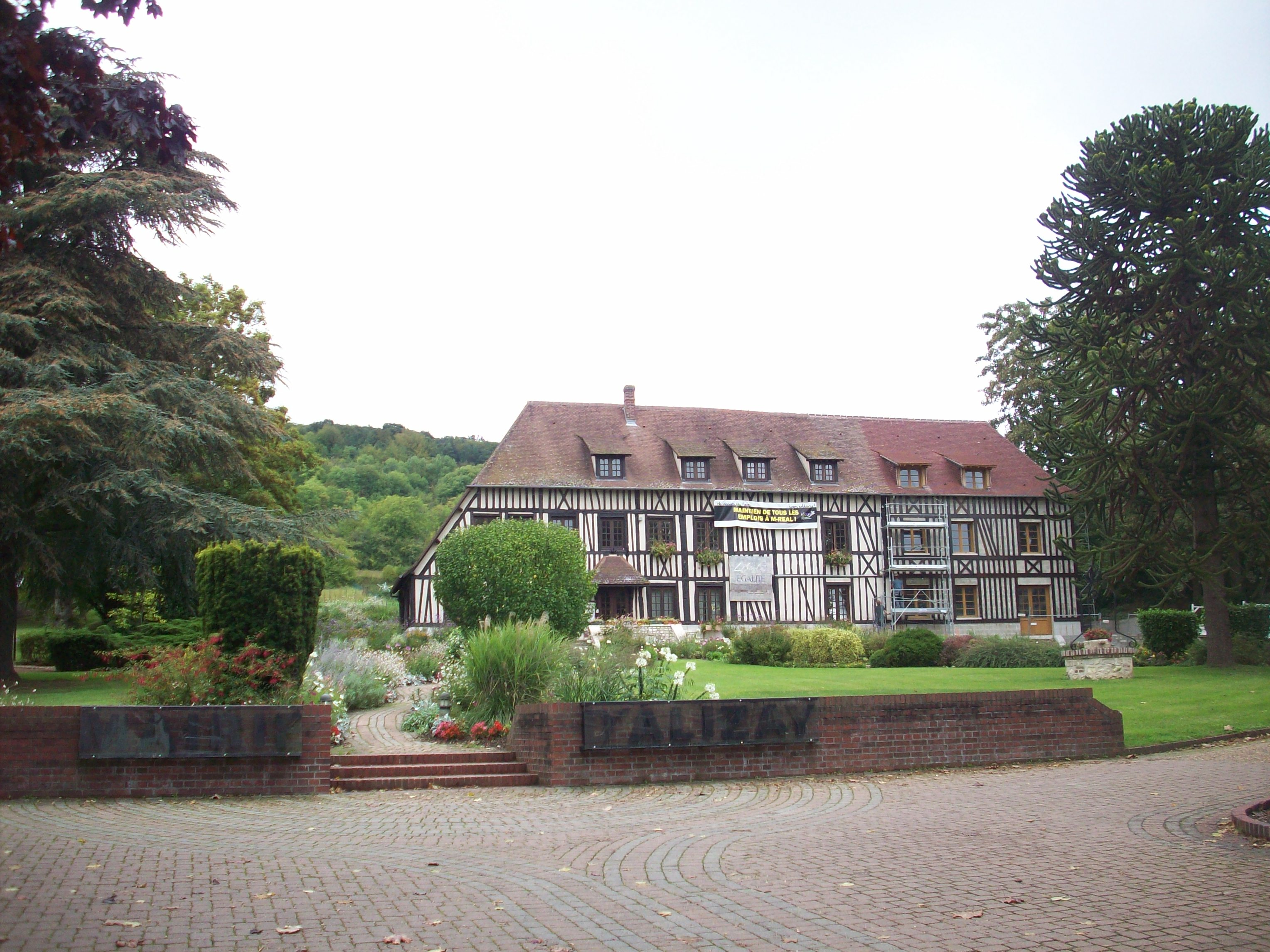

### Personnalités liées à la commune

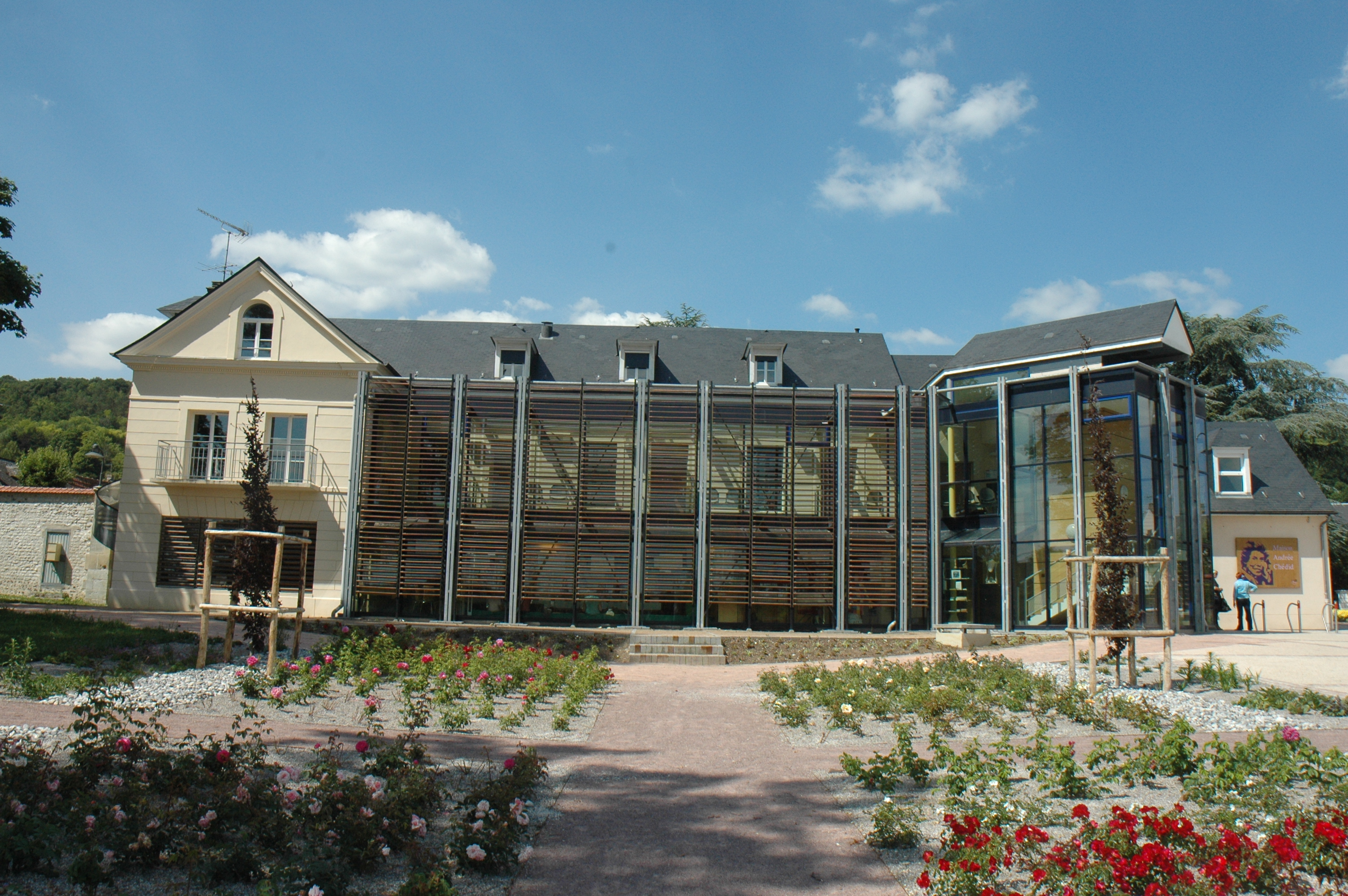
La Bibliothèque.

- Le chancelier allemand Heinrich Brüning y a séjourné vers 1900[35].
- Le compositeur Franck Langolff a vécu à Alizay. Sa maison a été transformée en un centre culturel. La maison Andrée-Chedid comprend une bibliothèque municipale, ainsi que des locaux du service culturel.